# Andrej Szerakou
Andrej Szerakou (biał. Андрэй Шэракоў; ur. 10 listopada 1982 w Brześciu) – białoruski piłkarz, występujący na pozycji napastnika.

## Kariera klubowa
| Sezon     | Klub                | Kraj        | Rozgrywki        | Mecze | Bramki |
| --------- | ------------------- | ----------- | ---------------- | ----- | ------ |
| 2000      | Daryda Miński rejon | Białoruś    | Druhaja liha     | 23    | 3      |
| 2001      | Daryda Miński rejon | Białoruś    | Pierszaja liha   | 4     | 0      |
| 2002      | Daryda Miński rejon | Białoruś    | Pierszaja liha   | 2     | 1      |
| 2003      | Zwiazda-BDU Mińsk   | Białoruś    | Wyszejszaja liha | 14    | 0      |
| 2004      | Dynama Brześć       | Białoruś    | Wyszejszaja liha | 15    | 0      |
| 2005      | Dynama Brześć       | Białoruś    | Wyszejszaja liha | 18    | 4      |
| 2006      | FK Mikaszewicze     | Białoruś    | Pierszaja liha   | 23    | 15     |
| 2007      | Tarpeda Żodzino     | Białoruś    | Wyszejszaja liha | 24    | 10     |
| 2008      | Tarpeda Żodzino     | Białoruś    | Wyszejszaja liha | 25    | 12     |
| 2009      | Tarpeda Żodzino     | Białoruś    | Wyszejszaja liha | 15    | 7      |
| 2009/2010 | Simurq Zaqatala     | Azerbejdżan | Premyer Liqa     | 7     | 0      |
| 2010      | FK Mińsk            | Białoruś    | Wyszejszaja liha | 29    | 9      |
| 2011      | FK Mińsk            | Białoruś    | Wyszejszaja liha | 24    | 1      |
| 2012      | FK Homel            | Białoruś    | Wyszejszaja liha | 20    | 6      |